# Relaciones Angola-Brasil

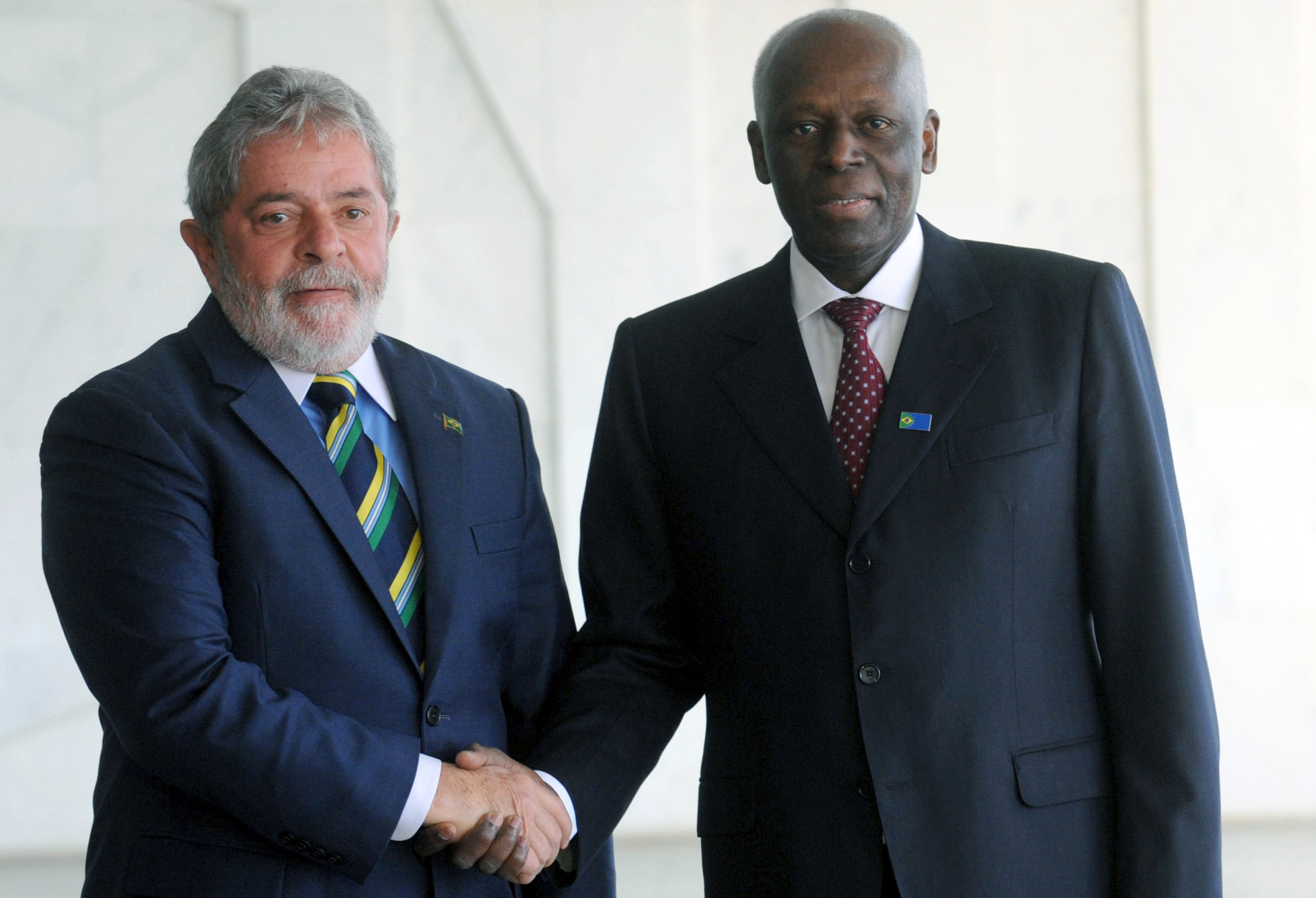
Los presidentes Luiz Inácio Lula da Silva (Brasil) y José Eduardo dos Santos (Angola) durante una reunión celebrada en Brasilia, en junio de 2010.

Las relaciones Angola-Brasil son las relaciones diplomáticas establecidas entre la República de Angola y la República Federativa del Brasil. Estas relaciones no son sólo comerciales y económicas, sino también históricas y culturales, ya que ambos países formaron parte del imperio portugués. 
Brasil fue el primer país en reconocer la independencia de Angola. El presidente Ernesto Geisel decidió reconocer, el 6 de noviembre de 1975, como legítimo representante del pueblo angoleño a las tropas de las Fuerzas Armadas Populares para la Liberación de Angola (FAPLA) que defendían Luanda comandadas por Agostinho Neto. Fue, por tanto, anterior a la fecha oficial de independencia de Angola que Brasil estableció relaciones diplomáticas con la nueva República que se había instalado, incluso antes que cualquier país del bloque socialista.
La presencia de empresas brasileñas en Angola es significativa, ya que empresas constructoras como Odebrecht, que durante la guerra civil participó en la construcción de la principal central hidroeléctrica angoleña (Capanda), Camargo Corrêa, Andrade Gutierrez y Queiroz Galvão, firmaron en los últimos años importantes contratos para la ejecución de obras públicas en el país africano, cuyas infraestructuras quedaron devastadas por 27 años de conflicto. Estas empresas, sin embargo, se han convertido en el objetivo de los activistas antigubernamentales, que las consideran cómplices de corrupción y malversación de fondos públicos.
TAAG Angola Airlines es la única compañía aérea que realiza vuelos regulares entre ambos países, operando en las rutas Luanda-Río de Janeiro y Luanda-São Paulo.

## Misiones diplomáticas residentes
- Angola tiene una embajada en Brasilia y consulados-generales en Río de Janeiro y São Paulo.[3]
- Brasil tiene una embajada en Luanda.[4]

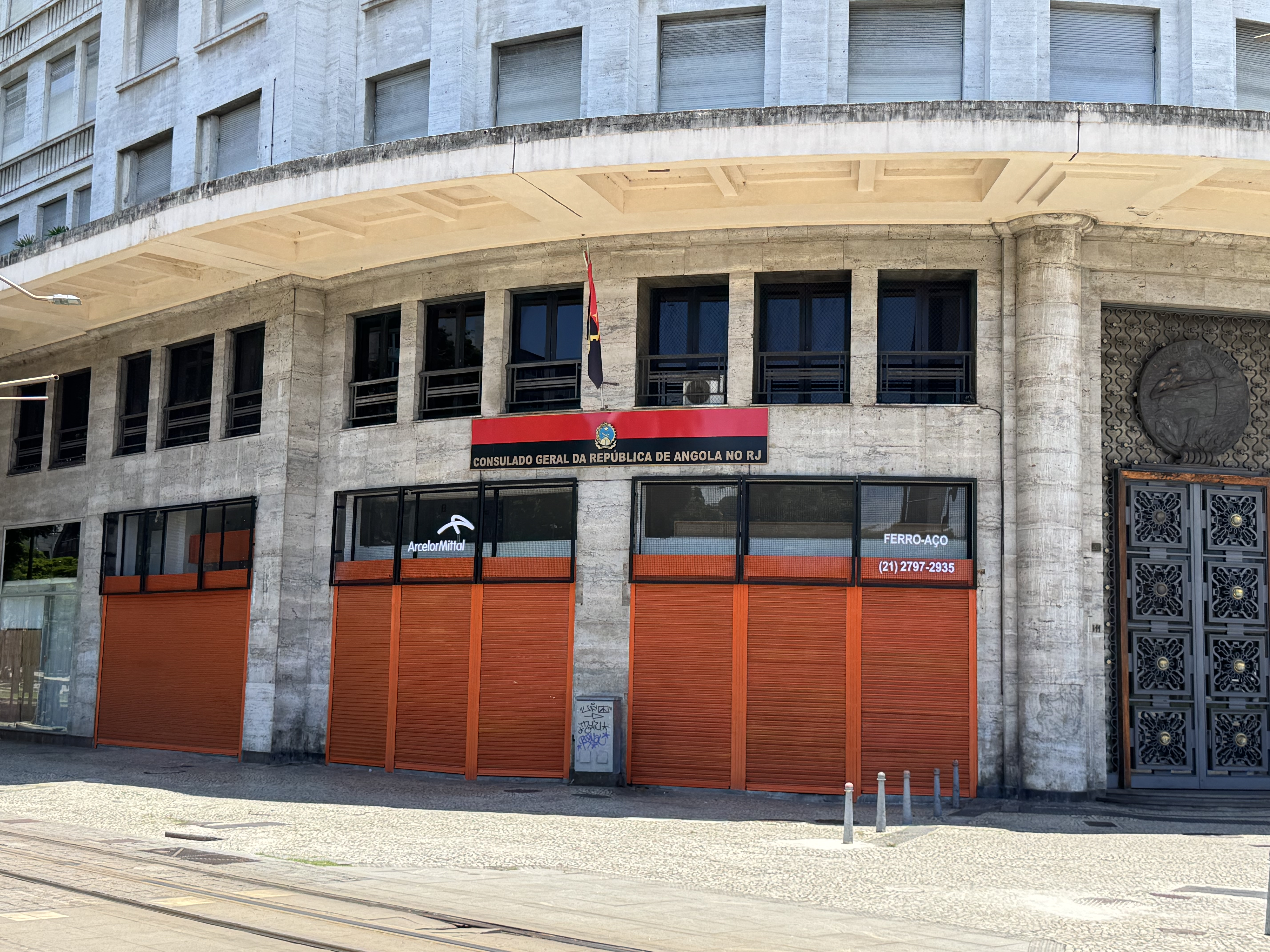
Consulado-General de Angola en Río de Janeiro